# Stolica Francji

Praktycznie przez niemal cały okres istnienia państwa francuskiego jego stolicą był Paryż i ten oficjalny status nigdy nie ulegał zmianie. Jednakże istniały okresy, kiedy władze zmuszone były rezydować w innych miastach, które nieoficjalnie przyjęło się w tym kraju nazywać „tymczasowymi stolicami”. Ponadto w okresie średniowiecza i wczesnej nowożytności istniał zwyczaj przenoszenia dworu królewskiego do innych miast i siedzib królewskich, niż Paryż, gdy trwało to dłużej, stawały się one de facto stolicami państwa.
Chronologiczna lista stolic Francji, z wyłączeniem Paryża:
- Orlean – za panowania pierwszych Kapetyngów był miastem królewskim w zasadzie równym rangą Paryżowi.
- Troyes – przez krótki okres (1419–1425), w czasie wojny stuletniej, miasto to było siedzibą królewskiej administracji, pod przewodnictwem delfina Karola (późniejszego króla Karola VII).
- Wersal – ta podparyska miejscowość od momentu wybudowania tu rezydencji królewskiej (1682) przez Ludwika XIV była siedzibą króla, dworu i rządu, z przerwą w latach 1715–1722, aż do roku 1789, gdy to zrewoltowany lud Paryża zmusił rodzinę królewską do osiedlenia się w mieście.
- Bordeaux – w czasie ofensywy niemieckiej w okresie I wojny światowej rząd republiki i prezydent Raymond Poincare i część ministrów schronili się i wypełniali swoje funkcje w Bordeaux, także w okresie ofensywy niemieckiej w czasie II wojny światowej rząd Paula Reynauda i prezydent Albert Lebrun, wraz z ogromną częścią parlamentarzystów schronili się w tym mieście.
- Vichy – oficjalną stolicą Państwa Francuskiego (czyli reżymu Vichy) pozostawał okupowany Paryż, ale rząd rezydował właśnie w tym uzdrowiskowym mieście, które stało się faktyczną stolicą.
- Brazzaville, Algier – ruch Wolnej Francji (a następnie Francji Walczącej) kierowany przez generała Charles’a de Gaulle’a, mimo że część czasu rezydował w zagranicznym Londynie, jego „stolicami” były kolonialne Brazzaville, a potem Algier, jako stolice tej części Francji, jej imperium i społeczeństwa, które dalej prowadziło wojnę. Notabene w czasie kampanii roku 1940, jeszcze przed kapitulacją, istniał pomysł (poddawany przez Lebruna, Reynauda, Herriota czy de Gaulle’a), aby ewakuować flotę, lotnictwo (mało naruszone), część nadającej się gospodarki i armii lądowej do Algieru i stamtąd prowadzić wojnę. Inicjatywa ta jednak upadła wobec sprzeciwu kapitulantów, zwłaszcza wojska.